# Диметилсульфоксид (лекарственное средство)
Диметилсульфокси́д или Димекси́д (Dimexidum) — лекарственный препарат, противовоспалительное и анальгетическое средство.

## История создания
Впервые был синтезирован в 1866 году российским химиком Александром Зайцевым путём окисления диметилсульфида азотной кислотой. В течение нескольких последующих десятилетий исследования свойств этого соединения не имело систематического характера, при этом активно использовался во время Первой мировой войны в госпиталях русской армии при лечении травм, переломов, ранений. Нетоксичность и некумулятивность в организме хорошо этому способствовали.
Интерес к диметилсульфоксиду на Западе сильно возрос после того, как в 1958 году была открыта его уникальная растворяющая способность. В 1960 году было начато промышленное производство диметилсульфоксида. После этого количество публикаций, посвящённых изучению свойств ДМСО, резко увеличилось.

## Физические свойства
Бесцветная прозрачная жидкость или бесцветные кристаллы (плавящиеся при температуре +18,5 °C) со слабым специфическим запахом (отдалённо напоминающим запах одновременно чеснока и рыбы). Гигроскопичен. Смешивается в любых пропорциях с водой и спиртом.

## Применение в медицине
Препарат обладает способностью проникать через биологические мембраны, в том числе через кожные барьеры. Основанием для применения, при воспалительных заболеваниях опорно-двигательного аппарата является его анальгетическое и противовоспалительное действие за счет инактивации гидроксильных радикалов и улучшения метаболических процессов в очаге воспаления, торможения проведения ноцицептивных импульсов в периферических нейронах, а также антагонизма в отношении сосудистых эффектов гистамина, брадикинина и простагландина Е1. Препарат обладает умеренным антисептическим и фибринолитическим эффектом. Он также усиливает проникновение через кожу ряда лекарственных веществ.
Вещество горючее, но горит плохо и слабо. При горении выделяет раздражающие или токсичные пары.

## Техническое применение
Высокая растворяющая и проникающая способность димексида сделала его популярным в качестве растворителя для удаления отложений продуктов термического разложения масла (кокс, лаковые отложения) в цилиндрово-поршневой группе (прежде всего — на поршневых кольцах) и на клапанах двигателей внутреннего сгорания. «Раскоксовка» димексидом — широко известный способ снижения расхода масла, вызванного загрязнением маслосъёмных колец нагаром, не требующий разборки двигателя. Реже применяется для чистки карбюраторов и топливных форсунок. Также используется для удаления монтажной пены с различных поверхностей, например, с кузова автомобиля на автомойках. Димексид также бесследно растворяет залитый цианоакрилатным суперклеем шов за несколько часов без механических воздействий.